# 아이언 듀크급 전함
아이언 듀크급은 제1차 세계 대전 이전에 영국 왕립 해군을 위해 건조된 4척의 드레드노트 함급이다. 이 함급은 4척의 함선으로 구성되어 있다.1912년 10월부터 1913년 11월까지 진수된 이 함급은 왕립 해군의 세 번째 초드레드노트 함급이었다. 이 함선들은 본질적으로 킹 조지 V급 전함의 복사본으로, 동일한 13.5인치 (34.3cm) 주포 10문을 5개의 연장 포탑에 중앙선에 배치했다. 그러나 아이언 듀크급은 강화된 장갑과 이전 함선에 장착된 4인치 포 대신 6인치 포로 구성된 더 강력한 부포를 가졌다.
이 네 척의 함선은 제1차 세계 대전 발발 당시 영국 왕립 해군에서 가장 발전된 전함이었지만, 곧 퀸 엘리자베스급 전함 5척의 성능이 더 앞섰다. 이들은 모두 전쟁 중 대함대에서 광범위한 임무를 수행했으며, 아이언 듀크는 함대 사령관인 존 젤리코 제독의 기함 역할을 했다. 아이언 듀크, 벤보우, 말버러 세 척의 함선은 유틀란트 해전에 참전했으며, 엠페러 오브 인디아는 정기 수리를 위해 독에 입거 중이어서 전투에 참여하지 못했다. 아이언 듀크급 전함 네 척은 전쟁 종결 후 제한적인 현역 임무를 수행했으며, 1930년 체결된 런던 해군 군축 회담에 따라 모두 비무장화되었다. 아이언 듀크는 훈련 및 보급함으로 축소되어 1946년 해체될 때까지 그 역할을 유지했다. 벤보우는 1931년, 말버러는 1932년에 해체되었다. 엠페러 오브 인디아는 1931년 포격 표적으로 침몰했지만, 나중에 재부상하여 1932년 해체되었다.

## 설계

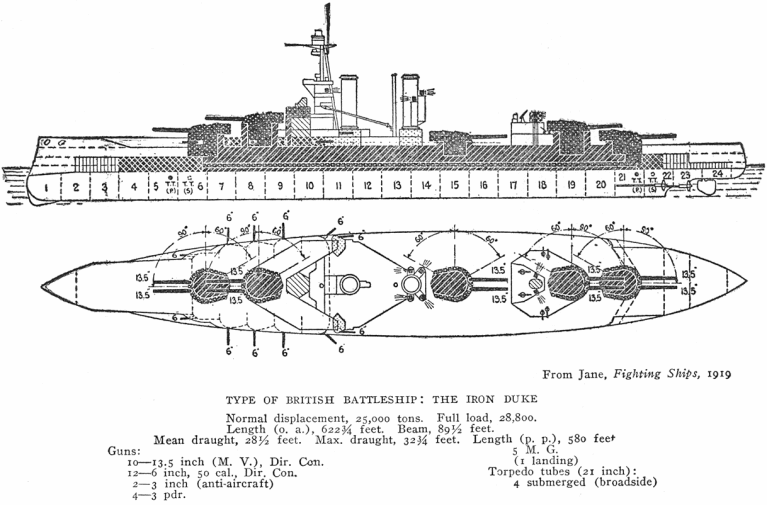
제인 전투함 1919년판에 수록된 아이언 듀크급 함선의 평면도 및 좌측면도

### 일반적인 특징
아이언 듀크급 함선은 전체 길이 622피트 9인치 (189.8미터)였고, 선폭은 90피트 (27.4미터), 흘수는 29피트 (8.8미터)였다. 이는 이전 킹 조지 5세급 함선보다 길이가 25피트 (7.7미터) 증가하고 폭이 1피트 (0.3미터) 증가한 것이다. 아이언 듀크급은 25,000 영국톤 (25,400 미터톤)을 배수했다. 이는 이전 킹 조지 5세급보다 약 2,000톤 (2,032미터톤) 더 무거웠으며, 주로 보조 포대 구경의 증가 때문이었다.
함선은 4축 파슨스 터빈으로 구동되었다. 증기는 18개의 바브콕 & 윌콕스 또는 야로우 보일러에서 터빈으로 공급되었다. 엔진은 29,000 축마력으로 평가되었고 최고 속도 21.5 노트 (39.8 km/h; 24.7 mph)를 달성했다. 아이언 듀크와 그녀의 동형함들은 석탄 3,200 영국톤과 기름 1,030 영국톤의 연료 저장 용량을 가졌다. 이를 통해 순항 속도 10 kn (19 km/h; 12 mph)에서 최대 7,780 해리 (14,410 km; 8,950 mi)의 항속거리를 확보할 수 있었다.

### 무장

#### 주포

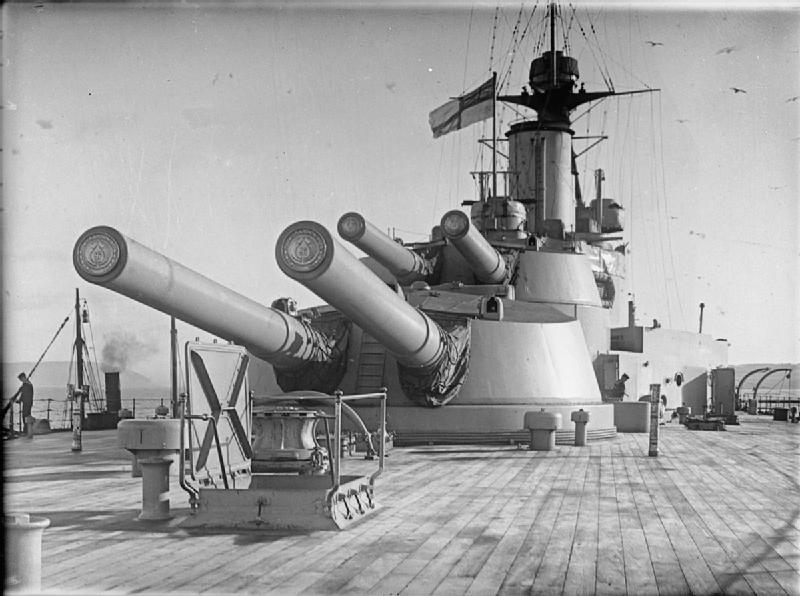

아이언 듀크급 함선은 5개의 연장 포탑에 주포로 13.5인치 (34.3cm) Mk V(H) 포 10문을 모두 중앙선에 장착했다. 두 개의 포탑은 전방에 초월 사격 쌍으로 배치되었고 ("A" 및 "B" 포탑), 한 개의 포탑은 중앙선에 — "Q" 포탑 — 두 개의 굴뚝 바로 뒤에 있었으며, 두 개의 포탑은 후방 상부구조물 뒤에 초월 사격 쌍으로 배치되었다 ("X" 및 "Y" 포탑). 사용된 포탑은 600톤 (610미터톤)의 무게를 가졌고 -5°까지의 부각과 20°까지의 앙각을 허용하는 Mk II 포탑이었다. 그럼에도 불구하고, 건조 당시 조준경의 사거리 다이얼은 15도까지 눈금이 매겨져 있었다. 포의 최대 앙각을 사용할 수 있도록 하는 초앙각 캠과 프리즘은 유틀란트 해전 이후 한참 뒤에 발행되었다. 전방 및 후방 포탑은 중앙선에서 양쪽으로 150°까지 회전할 수 있었지만, "Q" 포탑은 훨씬 제한된 범위를 가졌다. 이는 함선의 양쪽으로 중앙선에서 30°에서 150° 사이의 호에서 목표물을 공격할 수 있었다.
이 포들은 분당 1.5~2발의 발사 속도로 발사되었다. Mk V "헤비" 포는 고폭탄과 철갑탄을 포함한 다양한 포탄을 발사했으며, 모두 1,400파운드 (635kg)였다. 포는 297파운드 (135kg)의 MD45 추진제 장약으로 장전되었으며, 이는 실크 백에 보관되었다. 이는 2,491피트/초 (초당 759미터)의 포구속도를 제공했다. 최대 앙각 20°에서 포는 23,740야드 (21,710미터)의 사거리를 가졌지만, 최대 유효 앙각 15°에서는 사거리가 다소 짧아 약 20,000야드 (18,290미터)였다. 10,000야드 (9,144미터) 거리에서 이 포는 현대 독일 드레드노트에 사용된 유형인 12.5인치 (318mm) 두께의 크루프 시멘트강 장갑을 관통할 수 있었다.

#### 보조 포대

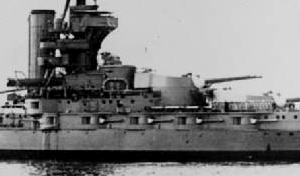

보조 포대는 전방 상부 구조물 주변의 선체 포곽에 장착된 12문의 6인치 (15.2cm) Mk VII 포로 구성되었다. 이 포들은 이전 전함의 4인치 (10.2cm) 포가 새로운, 더 강력한 어뢰를 가진 어뢰정에 효과적으로 대항하기에는 너무 약하고 사거리가 너무 짧다고 판단되었기 때문에 선택되었다. 재키 피셔 제독은 보조 포대 증가에 반대했지만, 그는 1910년에 제1해군경 직책에서 은퇴했다. 그 결과, 1911년에 설계된 아이언 듀크급은 더 큰 6인치 포를 장착하게 되었다.
이 포들은 100파운드 (45.4kg) 포탄을 분당 5~7발의 속도로 발사했다. 포탄은 2,775피트/초 (846m/s)의 포구속도로 발사되었지만, 포는 더 높은 속도를 낼 수 있었다. 이는 왕립 해군에서 운용 중인 모든 6인치 포의 성능을 표준화하기 위해 감소되었으며, 이는 해당 구경 포의 사거리 계산을 단순화할 것이다. 포는 20°까지 앙각을 올릴 수 있었고, 이는 15,800야드 (14,450m)의 최대 사거리를 가능하게 했다.
그러나 초기에 포곽 포에는 몇 가지 심각한 문제가 있었다. 이 포들은 거친 바다에서 포곽 개구부를 닫도록 설계된 힌지 플레이트가 장착되어 있었다. 그러나 플레이트가 쉽게 유실되었고, 플레이트가 없으면 물이 쉽게 함선으로 들어와 상당한 침수를 유발했다. 이 문제는 포들이 선체에 너무 낮게 장착되어 거친 바다에서 더 심한 충격을 받았다는 사실에 의해 더욱 악화되었다. 이 문제는 결국 포실에 난장이 격벽을 추가하고 힌지 플레이트에 고무 밀봉을 추가하여 해결되었다.

#### 기타 무장
아이언 듀크는 대공 무장을 장착한 최초의 영국 전함이었다. 1914년, 2문의 3인치 (7.62cm) QF 포가 독일 비행선으로부터 주로 방어하기 위해 후방 상부구조물에 장착되었다. 이 포들은 분당 12~14발을 발사했으며, 교체 또는 수리가 필요하기 전에 약 1,250발의 포탄을 발사할 것으로 예상되었다. 발사된 포탄은 12.5파운드 (5.67kg)이며 고폭탄두를 장착했다. 이들은 수동으로 작동되었으며, 최대 유효 고도는 23,500피트 (7,160m)였다.
이 시기 주력함의 관례에 따라 아이언 듀크급 함선에는 수중 어뢰발사관이 장착되었다. 함선은 4개의 21인치 (53.3cm) 어뢰발사관을 가졌으며, 각 현측에 2개씩 있었다. 이 어뢰발사관은 515파운드 (234kg)의 TNT 탄두를 탑재한 Mk II 어뢰를 발사했다. 이 어뢰는 두 가지 속도 설정이 있었다. 31 kn (57 km/h; 36 mph)과 45 kn (83 km/h; 52 mph). 31노트에서는 사거리가 10,750야드 (9,830m)였지만, 45노트에서는 사거리가 상당히 줄어 4,500야드 (4,110m)였다.

### 장갑
아이언 듀크급 전함은 탄약고, 기관실 및 기타 함선의 필수 부분이 위치한 함선 중앙부에 수선장갑대가 305 mm (12.0 in) 두께였다. 장갑대는 함수와 함미 쪽으로 102 mm (4.0 in)로 얇아졌다. 주포탑이 있는 바베트는 측면이 254 mm (10.0 in)이었고, 포탄이 맞을 가능성이 적은 후면은 75 mm (3.0 in)이었다. 포탑 자체는 측면이 280 mm (11 in) 두께였다. 함선의 장갑 갑판은 25mm에서 65mm (1–2.5인치) 두께였다. 1916년 5월 유틀란트 해전 이후, 약 820미터톤의 장갑이 함선에 추가되었는데, 주로 주포탑 주변의 갑판을 두껍게 하고 탄약고의 격벽을 강화하기 위한 것이었다.

## 함선
| 함선                   | 건조사                    | 기공            | 진수             | 취역             | 운명                       |
| ---------------------- | ------------------------- | --------------- | ---------------- | ---------------- | -------------------------- |
| HMS 아이언 듀크        | HM 독야드, 포츠머스       | 1912년 1월 12일 | 1912년 10월 12일 | 1914년 3월 10일  | 1949년 글래스고에서 해체됨 |
| HMS 말버러             | HM 독야드, 데번포트       | 1912년 1월 25일 | 1912년 10월 24일 | 1914년 6월 2일   | 1932년 로사이스에서 해체됨 |
| HMS 벤보               | 윌리엄 버드모어, 글래스고 | 1912년 5월 30일 | 1913년 11월 12일 | 1914년 10월 7일  | 1931년 로사이스에서 해체됨 |
| HMS 엠퍼러 오브 인디아 | 빅커스, 배로인퍼니스      | 1912년 5월 31일 | 1913년 11월 27일 | 1914년 11월 10일 | 1932년 로사이스에서 해체됨 |

### 아이언 듀크

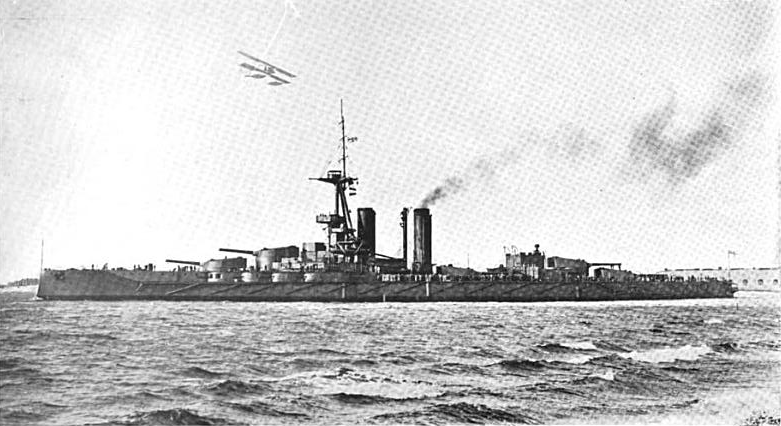
1914년, 수상기가 상공을 비행하는 아이언 듀크

취역 후, HMS 아이언 듀크는 본국함대에 배속되어 조지 캘러헌 제독의 기함이 되었다. 제1차 세계 대전 발발 후, 왕립 해군은 재편성되었다. 본국함대와 대서양 함대가 통합되어 대함대가 형성되었고, 아이언 듀크는 존 젤리코의 지휘 아래 함대 기함 자리를 유지했다. 이 함선은 모든 주요 함대 작전에 참여했지만, 그 중 전투로 이어진 것은 1916년 5월 31일의 출격으로 유틀란트 해전을 초래한 것뿐이었다. 유틀란트 해전에서 아이언 듀크는 제4전투함대 제3사단에 배속되었고, 영국 전열의 중앙에 위치했다.
전쟁 종결 후, 아이언 듀크는 지중해 함대로 이전되었다. 1919년~1920년 동안, 이 함선은 러시아 내전 중 백러시아군을 지원하기 위해 흑해에서 작전했다. 1922년 워싱턴 해군 군축 조약은 아이언 듀크를 현역 명단에서 제거할 것을 의무화했다. 그러나 그녀는 잠시 함대에 남아있었고, 1926년 대서양 함대로 이전되었다. 이 임무는 3년간 지속되었고, 그 후 현역에서 물러났다. 그녀는 비무장화되어 훈련함으로 사용되었다. 그녀의 포탑 두 개와 상당량의 장갑이 제거되었고, 일부 보일러를 제거하여 속도가 18 kn (33 km/h; 21 mph)으로 줄었다. 그녀는 나중에 1939년부터 스캐퍼플로에서 보급함으로 사용되었다. 그 해 제2차 세계 대전이 발발한 후, 그녀의 남은 포들은 해안 방어용으로 제거되었다. 루프트바페 폭격기들이 1939년 10월 17일에 그녀를 공격했다. 직접적인 명중은 없었지만, 여러 차례의 근거리 오차로 상당한 손상을 입었다. 수리 후, 함선은 전쟁이 끝날 때까지 보급함으로서의 임무를 재개했다. 그녀는 1946년에 마침내 해체되었다.

### 말버러
HMS 말버러는 유틀란트 해전에서 함급 중 가장 활발하게 교전한 함선이었다. 그녀는 총 292발의 중구경 포탄 중 162발을 발사했다. 그녀는 제1전투함대 제6사단에 배정되었고, 영국 전열의 후방에 위치했다. 그녀는 세실 버니 부제독의 기함 역할을 했다. 전투 중 그녀는 선체 중앙부에 어뢰에 명중되었고, 어뢰는 21m × 6m (70피트 × 20피트) 크기의 구멍을 냈다. 손상에도 불구하고 그녀는 전열에서의 위치를 유지할 수 있었지만, 속도는 17 kn (31 km/h; 20 mph)으로 줄었다. 말버러는 기울기가 포를 효과적으로 사용할 수 없을 정도로 증가할 때까지 주포를 계속 발사했다. 함선은 결국 험버강으로 철수했고, 그곳에서 3개월간 수리를 받았다.
전후 말버러는 아이언 듀크와 함께 지중해에 합류하여 1926년까지 머물렀다. 그 후 대서양 함대로 전속되었고, 그곳에서의 임무는 1929년까지 지속되었고, 그 시점에 현역에서 물러났다. 이 함선은 1932년 해체를 위해 매각되었다.

### 벤보

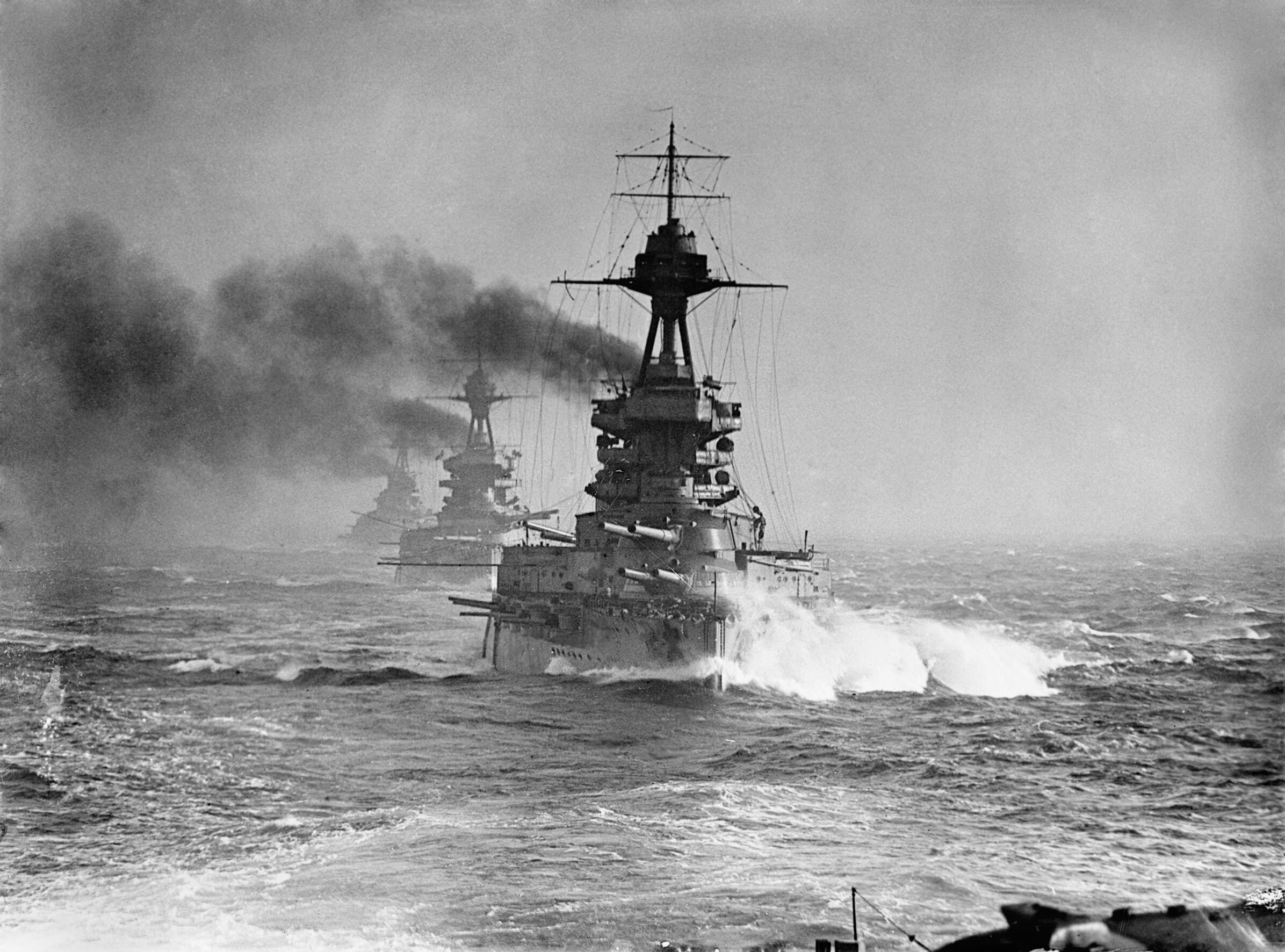
전투 대열에 있는 벤보.

그녀의 자매함들과 마찬가지로, HMS 벤보는 제1차 세계 대전 기간 동안 대함대에 배속되었다. 그녀는 1914년 12월 10일 제4전투함대에 배속되었다. 벤보는 유틀란트 해전 동안 제4전투함대 제4사단 사령관인 도베톤 스터디 제독의 기함이었다. 제4사단은 벤보우의 자매함 아이언 듀크에서 함대를 지휘하는 젤리코 제독이 있는 제3사단 바로 앞에 위치했다. 전투 내내 함선은 손상되지 않았다. 아이언 듀크와 말버러처럼, 벤보우는 1919년에 지중해로 이전되었고, 흑해에서 백군에게 포병 지원을 제공했다. 그녀는 1926년에 말버러를 따라 대서양 함대로 갔고, 그녀 역시 1929년에 퇴역하여 해체되었다.

### 엠페러 오브 인디아
HMS 엠페러 오브 인디아 역시 1914년 12월 제4전투함대에 배정되었다. 그녀는 정기 수리 독에 있었기 때문에 유틀란트 해전에 불참했다. 전쟁이 끝난 후, 그녀는 동형 함급의 다른 세 함선과 함께 지중해로 이전되었다. 엠페러 오브 인디아는 1922년 수리를 위해 영국으로 돌아왔고, 그 후 지중해에서의 임무를 재개했다. 그녀도 자매함들과 함께 1926년 대서양 함대에 합류했고, 1929년에 퇴역했다. 그러나 해체되는 대신 사격 표적으로 사용되어 1931년에 침몰했다. 그녀는 그 직후 인양되어 1932년 2월 6일 선박 해체업자에게 매각되었다.

## 내용주
1. ↑  "(H)"는 포가 중포탄을 발사하는 변형임을 나타낸다—이것은 (L) 변형이 발사하는 1,250파운드 (567kg) 포탄과 달리 약 1,400파운드 (635kg)였다. Navweaps.com 참조
2. ↑  [[나사우급 전함|Nassau]] 및 [[헬골란트급 전함|Helgoland급]]는 12인치 두께의 장갑대를 가졌지만, 이후의 [[카이저급 전함|Kaiser]], [[쾨니히급 전함|König]], 그리고 [[바이에른급 전함|Bayern급]]는 14인치 두께의 장갑대를 가졌다.

## 참고 문헌
- Brown, David K. (1999). 《The Grand Fleet: Warship Design and Development 1906–1922》. Annapolis, Maryland: Naval Institute Press. ISBN 1-55750-315-X.
- Burt, R. A. (2012) [1986]. 《British Battleships of World War One》. Annapolis, Maryland: Naval Institute Press. ISBN 978-1-59114-053-5.
- Friedman, Norman (2015). 《The British Battleship 1906-1946》. Barnsley, UK: Seaforth Publishing. ISBN 978-1-84832-225-7.
- Friedman, Norman (2011). 《Naval Weapons of World War One: Guns, Torpedoes, Mines and ASW Weapons of All Nations; An Illustrated Directory》. Barnsley, UK: Seaforth Publishing. ISBN 978-1-84832-100-7.
- Hore, Peter (2006). 《Battleships of World War I》. London: Southwater Books. ISBN 978-1-84476-377-1.
- Parkes, Oscar (1990) [1966]. 《British Battleships, Warrior 1860 to Vanguard 1950: A History of Design, Construction, and Armament》 New & rev.판. Annapolis, Maryland: Naval Institute Press. ISBN 1-55750-075-4.
- Preston, Antony (1985). 〈Great Britain and Empire Forces〉.   Gray, Randal. 《Conway's All the World's Fighting Ships 1906–1921》. Annapolis, Maryland: Naval Institute Press. 1–104쪽. ISBN 0-85177-245-5.
- Tarrant, V. E. (1995). 《Jutland: The German Perspective》. Cassell Military Paperbacks. ISBN 0-304-35848-7.